# Автошлях E311
Автошлях E312 — автомобільний європейський автомобільний маршрут категорії Б, що проходить по території  Нідерландів, з'єднує міста Бреда й Утрехт.

## Маршрут
Весь шлях проходить через такі міста:
- :
  -  E19,  E105,  E312 Бреда
  -  E31 Горінхем
  -  E25,  E30,  E35 Бреда